# Советск (Калининградска област)
Вижте пояснителната страница за други значения на Советск.
Советск (на руски: Советск), или Съветск, с предишно име (до 1946 г.) Тилзит (Тильзит, Tilsit) е град в Русия, Калининградска област, административен център на Советски градски окръг (бивш Советски район).
Градът има 41 212 жители (2015), с което се нарежда на 2-ро място по население в областта.
В град Тилзит започва производството на известното сирене, наречено на него Тилзит или Тилзитер.